# Меру (национальный парк, Кения)
Меру — национальный парк в Восточной провинции Кении, основанный в 1966 году и расположенный по обе стороны экватора в 350 км к северо-востоку от Найроби.
В западной части парка расположены холмы Nyambene, откуда берёт своё начало 14 рек. Наличие такого большого количества воды в засушливой части Кении создало плотно расположенные болота и прибрежные леса, что делает парк Меру одним из самых разнообразных парков дикой природы в Африке.
Исследователи парка Джордж и Джой Адамсоны стали известны по истории со львицей по имени Эльза, которую они выходили и выпустили здесь на волю. Львица Эльза была первой львицей, которую успешно выпустили обратно в дикую природу. Позже Джой Адамсон написала об этом книгу «Рожденная свободной», по которой сняли одноименный фильм.

## География
Южная граница парка проходит по реке Тана, на другой стороне которой расположен национальный парк Кора. Через реку Тана построен мост, позволяющий соединить эти два парка в одном туристическом маршруте. На востоке парк Меру граничит с национальным заповедником Бисанади.

## Климат
Парк находится в полузасушливой зоне, где выпадают нерегулярные осадки. Мокрые сезоны идут с апреля по июнь и с ноября по декабрь. Количество выпадающих осадков на западе 635—762 мм и на востоке 305—356 мм.

## Флора и фауна
На севере основную растительность составляют кустарниковые заросли. На западе преобладают луга и пастбища. По берегам рек растут прибрежные леса дум и рафия пальм
В парке обитают следующие виды животных: леопард, гепард, сетчатый жираф, африканский слон, обыкновенный бегемот, африканский буйвол, зебра Греви, канна, конгони, обыкновенный водяной козёл, болотный козел, кустарниковая свинья. Из пресмыкающихся встречается питон, кобра и шумящая гадюка. Также обитают более 300 видов птиц. В 70-х годах в парке обитали такие редкие виды птиц, как полосатая рыбная сова и африканский лапчатоног.

## Экологические проблемы
В начале 70-х парк ежегодно посещали более 40000 туристов. В течение 70—80-х годов браконьеры убили 90 процентов слонов в парке и полностью уничтожили носорогов. Неконтролируемое использование земель также внесло свой вклад в опустошение парка. В результате, поток туристов резко упал.
В период с 2000 по 2005 год Международный фонд защиты животных (IFAW) и известный эколог доктор Ричард Лики помогали Службе охраны дикой природы Кении (KWS) восстановить национальный парк Меру, который был на грани разорения и также помогали в решение проблемы браконьерства. IFAW пожертвовал 1,25 млн долларов США на этот масштабный проект, на эти деньги была восстановлена штаб-квартира рейнджеров, закуплено необходимое оборудование и транспортные средства для охраны парка, а также восстановлены заборы двух соседних ферм, для предотвращения вторжения слонов.
Чтобы пополнить парк Меру дикими животными, KWS перевезла в парк 66 слонов из частных ранчо Лайкипии, также 4 носорога и 20 редких зебр Греви.